# Partit Democràtic dels Socialistes de Montenegro
El Partit Democràtic dels Socialistes de Montenegro (Demokratska Partija Socijalista Crna Gore) és un partit polític de Montenegro. És liderat pel diputat Danijel Živković. En les últimes eleccions legislatives de Montenegro, celebrades el 30 d'agost del 2020, el partit va guanyar 30 dels 81 escons.